# دورآگاهی

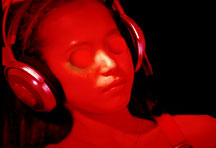
آزمایش‌های گانزفلدی که به هدف نشان دادن دورآگاهی انجام شدند به علت فقدان بازتولیدپذیری و کنترل‌های ضعیف مورد انتقاد قرار گرفتند.

دورآگاهی یا تله‌پاتی (از عبارات یونانی τῆλε، تله به معنی "دور"، و πάθος، پاتوس یا -پاتیا به معنی "احساس، اشتیاق، ادراک، رنج، تجربه") است، که ادعا شده می‌تواند انتقال متناوب اطلاعات از یک شخص به شخص دیگر بدون استفاده از کانال‌های حسی شناخته شده یعنی بدون استفاده از حواس پنجگانه انسانی یا تعامل بدنی و فیزیکی انتقال اطلاعات را انجام دهد.
این اصطلاح اولین بار در سال ۱۸۸۲ توسط دانشمند کلاسیک فردریک دبلیو. ایچ. مایرز بنیانگذار جامعه تحقیقات روان (SPR) ابداع شد و محبوبیت بیشتری نسبت به عبارت قبلی انتقال فکر داشت.
آزمایش‌های تله‌پاتی از نظر تاریخی به دلیل عدم کنترل مناسب و فقدان تکرارپذیری مورد انتقاد قرار گرفته‌است. هیچ مدرک و دلیل قانع‌کننده‌ای مبنی بر وجود توانایی دورآگاهی وجود ندارد و جامعهٔ علمی به‌طور کلی موضوع را شبه‌علمی می‌دانند.

## بازخورد علمی
آزمایش‌های مختلفی برای نشان دادن تله‌پاتی انجام شده‌است، اما هیچ مدرک علمی مبنی بر وجود این توانایی وجود ندارد. هیئتی به سفارش شورای تحقیقات ملی ایالات متحده برای بررسی ادعاهای فراطبیعی به این نتیجه رسید، که "علی‌رغم سابقهٔ ۱۳۰ سالهٔ تحقیقات علمی در مورد چنین مواردی، کمیتهٔ ما هیچ توجیه علمی برای وجود پدیده‌هایی مانند ادراک فراحسی، تله‌پاتی ذهنی یا تمرینات "اثر ذهن بر ماده"و … نیافته‌است. ارزیابی تعداد زیادی از بهترین شواهد موجود، به راحتی ادعای وجود این پدیده‌ها را تأیید نمی‌کند. جامعه علمی رشتهٔ پیرا‌روان‌شناسی را یک شبه‌علم می‌داند. هیچ مکانیسم شناخته شده‌ای برای تله‌پاتی وجود ندارد. ماریو بانژ، فیلسوف و فیزیک‌دان نوشته‌است که تله‌پاتی با قوانین علم مغایرت دارد، و این ادعا که «سیگنال‌ها می‌توانند از طریق فضا منتقل شوند بدون اینکه با فاصله کم‌رنگ یا ضعیف شوند، با فیزیک مغایرت دارد».